# 大石泰彦
大石泰彦（1922年7月21日—2014年1月16日），日本经济学家。日本会議代表委員。

## 生平
毕业于东京帝国大学经济学部，后担任教授、学部部长。1983年，担任立正大学经济学部教授、部长。1989年，任日本邮政省邮政研究所所長，从事近代经济学研究。大石在2014年去世。

## 著作

### 單著
- 「現代経済学入門（増補改訂版）」（有斐閣<有斐閣双書>、1973年）
- 「経済原論」<経済学入門叢書>（東洋経済新報社、1980年）
- 「東大教授のたわごと」（近代消防社<JED新書>、1980年）

### 共著
- 「技術変動下の労働と生活」<東京大学産業経済研究叢書>（與司馬正次、川口融共著、東京大学出版会、1973年）